# 桜の代紋 (映画)
『桜の代紋』（さくらのだいもん）は、1973年4月21日に公開された日本映画。監督は三隅研次、主演は若山富三郎。

## あらすじ
岩国基地から150丁の拳銃が紛失した夜、2名の警察官が射殺される。刑事の奥村昭夫（若山富三郎）と加藤（関口宏）は、西神会の若頭の杉山（石橋蓮司）の行方を追う。
奥村から捜査への協力を求められていた橋田組の組員は、杉山を見つけるが、彼に殺されてしまう。橋田組の組長の宮川（大木実）は西神会の事務所へ乗り込み、西神会の組員たちと格闘を繰り広げた末、1名を殺害する。そこへ現れた奥村が宮川を殺人の現行犯で逮捕する。これまで懇意にしていた宮川のために、奥村夫婦は宮川の娘の悦子（東三千）を養子に迎え入れて、破談になりかけていた彼女の婚約を成就させる。
奥村たちは、杉山の恋人のミチ（真山知子）を尾行した末、杉山を逮捕する。厳しい取り調べを経て、杉山は拳銃の隠し場所を自供する。奥村たちは廃車場へ向かうが、自動車のトランクにあるはずの拳銃は消えていた。警察署に戻った奥村が杉山を問い詰めると、杉山は、警察内部にいる密告者の存在を奥村に伝える。後日、重要参考人として杉山を護送する途中、護送車が銃撃を受けて、杉山と護送車の警官が殺される。護送車に同乗していた奥村は、その責任を問われて、自宅での謹慎を命じられる。
自宅を訪ねてきた加藤に、奥村は密告者の名を告げる。加藤は、刑事の滝本（小林昭二）を尾行し、西神会の組員から滝本へ賄賂が渡される場面を目撃する。加藤からの電話を受けた奥村は急いで駆けつけるが、加藤は電話ボックスの中で殺されていた。奥村は、加藤の胸元から拳銃を取り出し、自らのズボンに差し入れる。奥村は滝本を待ち伏せし、深夜の路上で彼を問い詰めるが、滝本は何者かに撃たれて命を落とす。
奥村は、ミチの自宅を訪れて、西神会に関する話を彼女から聞き出そうとする。しかし、ミチと関係を持つ西神会の村越（渡辺文雄）が電話をかけてきて、奥村の妻の佳代（松尾嘉代）を誘拐したと奥村に告げる。西神会の事務所を訪れた奥村は、事件から手を引くよう誓わされ、西神会の組員たちから暴行を受けた果てに、1人で自宅へ帰り着く。後日、同僚の江川刑事(江幡高志)が奥村のもとを訪ねてくる。奥村が死体安置所へ向かうと、そこには、佳代の死体が冷たく横たわっていた。
奥村は銃を携えて西神会の事務所へ乗り込み、幹部と組員を次々と射殺してゆく。最後に残された西神会の会長の大星（大滝秀治）は必死で逃げ惑うが、命乞いも空しく、奥村に殺される。7名を殺害した罪により、奥村に無期懲役の判決が下される。報道陣から判決について聞かれた奥村は、自分は警察官だから控訴する意思は持っていない、と語るのであった。

## 出演者
- 奥村昭夫 - 若山富三郎
- 加藤刑事 - 関口宏
- 奥村佳代 - 松尾嘉代
- ミチ - 真山知子
- 悦子 - 東三千
- 村越 - 渡辺文雄
- 山崎捜査四課長 - 須賀不二男
- 滝本刑事 - 小林昭二
- 西川 - 草野大悟
- 杉山 - 石橋蓮司
- 大星 - 大滝秀治
- 菅県警本部長 - 内田朝雄
- 老父 - 加藤嘉
- 裁判長 - 中村伸郎
- 弁護士 - 北村英三
- 江川刑事 - 江幡高志
- 老父の妻 - 楠田薫
- 楠刑事 - 藤山浩二
- 中井 - 長谷川弘
- 関口 - 佐藤京一
- 西岡刑事 - 守田学哉
- 野沢 - 秋山勝俊
- 唐津 - 小中松治郎
- 西神会幹部 - 大前均
- 西神会組員 - 加茂雅幹
- 橋田組組員 - 花岡秀樹
- 西神会組員 - 毛利清二、寺内文夫、宍戸大全、浜伸二
- 機動隊隊員 - 土本正文
- 西神会幹部 - 吉田晴一、暁新太郎、美樹博
- 機動隊隊員 - 加藤伯明、片山静治
- バーテン - 城義光
- 警官 - 久保政行、渡辺義人
- 宮川三郎 - 大木実

## スタッフ
- 監督 - 三隅研次
- 脚本 - 石松愛弘
- 原作 - 若山富三郎
- 製作 - 若山富三郎、眞田正典
- 企画 - 久保寺生郎
- 撮影 - 森田富士郎
- 照明 - 美間博
- 美術 - 下石坂成典
- 録音 - 林土太郎
- 音楽 - 村井邦彦
- 編集 - 谷口登司夫

## 評価
青山真治は、1999年、本作を「日本映画の負の臨界点」と評した。2005年、雑誌『Cut』にて「わが心の映画」の3本に本作を挙げた黒沢清は、「日本のアクションもじゅうぶん世界レベルじゃないかとほれぼれした」と語っている。篠崎誠は、2012年、雑誌『Sight & Sound』にて「史上最高の映画」の10本に本作を挙げた。

## 併作上映
- 『新座頭市物語 笠間の血祭り』: 安田公義監督